# Juristischer Aktivismus
Juristischer Aktivismus (engl. judicial activism) bezeichnet die Bereitschaft eines Gerichts zur Rechtsfortbildung. Dieser Aktivismus zeigt sich am deutlichsten in der Rechtsauslegung jenseits der richterlichen Selbstbeschränkung (judicial restraint).
Der Begriff judicial activism wurde von Arthur M. Schlesinger, Jr. (1947) geprägt, wenngleich das dahinter stehende Konzept seit Anfang des 19. Jahrhunderts Teil der rechtspolitischen Diskussion um die Gewaltenteilung ist.
Der Begriff wird in den Vereinigten Staaten seitens der Republikaner verwendet, um politische Einmischung des US Supreme Court durch weite Auslegung verfassungsrechtlicher Vorschriften abzulehnen. Nach Auffassung der Demokraten ist juristischer Aktivismus hingegen notwendig, um Minderheiten vor einer irrationalen und diskriminierenden Mehrheitsmoral zu schützen.
Das Bundesverfassungsgericht hat sich für seine Rechtsprechung im Verhältnis zum Gesetzgeber eine gewisse Zurückhaltung auferlegt. Gleichwohl wird mancherorts kritisiert, die westeuropäische Justiz sei seit den 1980er Jahren zunehmend durch richterlichen Aktivismus politisiert worden. Ein Indikator des juristischen Aktivismus sei die Zunahme gerichtlicher Überprüfungen des Regierungshandelns (judicial reviews) und nicht-parlamentarischer Untersuchungsausschüsse unter Vorsitz eines hochrangigen Richters (judicial inquiries).
In der Bundesrepublik darf ein Richter nicht zugleich Aufgaben der gesetzgebenden oder der vollziehenden Gewalt wahrnehmen (§ 4 DRiG). Richter des Bundesverfassungsgerichts können während ihrer Amtszeit weder dem Bundestag, dem Bundesrat, der Bundesregierung noch den entsprechenden Organen eines Landes angehören (§ 3 Abs. 3 BVerfGG). Tätigkeiten im Zusammenhang mit einem parlamentarischen Untersuchungsausschuss, etwa als Berater oder Sachverständige, kommen daher erst nach Ende der Amtszeit in Betracht.
Auch in Indien hat der juristische Aktivismus seit den 1980er Jahren zugenommen.